# Саръхадър
Кипринос (на гръцки: Κυπρίνος, Кипринос) е село в Западна Тракия, Гърция в ном Еврос, част от дем Орестиада.

## География
Селото е разположено в плодородната долина на река Арда при напускането и на източнородопските ридове. Селото лежи на десния бряг на Арда. Право на запад от селото на по-малко от 10 км е Ивайловград в България. От по-високите места на българска територия се открива превъзходна видимост към Саръхадър и околните селца в долината на Арда.

## История
В началото на XX век Саръхадър е част от Ортакьойска каза на Османската империя.
Поминъкът бил земеделие. Хората се препитавали най-вече от тюютюнопроизводство и лозя.
"В селото живеели двама братя албанци-християни, киото били близки до властите. Поради това получили постове на мюдюри в нахията. В комбинация с духовната власт на гръцката патриаршия, те започнали де прокарват гръкоманството в това българско село. Усилията на някои от по-будните националнонастроени селяни не се увенчали с успех де се освободят от влиянието на Патриаршията. Българска черква и училище не били открити. Старите говорели добре български език. Младите, под влиянието на турското население в селото говорели смесен с турски думи български език, който трудно се разбира, например: „Имахме яшет (намерение) да отидем в Ортакьой (Ивайловград), а безим (нашият) поп истемеди (не искаше), та брактък (оставихме) за другия ден”, „Хеле, хеле бугюнлери (тия дни) искаме да отидем.”) Носията била като тази на съседните български села Драбищна и Чаушкьой. След гръцката окупация през 1920 г. под влиянието на Патриаршията хората останали да живеят там, макар да имало единични случаи на преселвания в България." Останалите били асимилирани от гръцките власти.
Според статистиката на професор Любомир Милетич в 1912 година в селото живеят 50 български семейства, патриаршисти и 30 турски семейства.
През 1923 в селото са преселени гагаузи от Източна Тракия. Днес в непосредствена близост е ГКПП Ивайловград - Кипринос.

## Население
| Година | Население |
| ------ | --------- |
| 1981   | 1926      |
| 1991   | 1320      |
| 2001   | 1157      |